# Eerste Kamerverkiezingen 1910
De Eerste Kamerverkiezingen 1910 waren reguliere Nederlandse verkiezingen voor de Eerste Kamer der Staten-Generaal. Zij vonden plaats op 12 juli 1910.
De verkiezingen werden gehouden voor een derde deel van de zittende leden van de Eerste Kamer van wie de zittingstermijn afliep. Bij deze verkiezingen kozen de leden van Provinciale Staten - die bij de Statenverkiezingen in juni 1910 gekozen waren - in elf kiesgroepen naar provincie zeventien nieuwe leden.
De uitslag van de verkiezingen was als volgt:
| Partij                       | Zetels | Zetels | Zetels | Zetels | Zetels | Zetelverdeling naar provincie | Zetelverdeling naar provincie | Zetelverdeling naar provincie | Zetelverdeling naar provincie | Zetelverdeling naar provincie | Zetelverdeling naar provincie | Zetelverdeling naar provincie | Zetelverdeling naar provincie | Zetelverdeling naar provincie | Zetelverdeling naar provincie | Zetelverdeling naar provincie |
| Partij                       | 1907   | Af     | Bij    | 1910   | +/−    | Gr                            | F                             | D                             | O                             | Ge                            | U                             | NH                            | ZH                            | Z                             | NB                            | L                             |
| ---------------------------- | ------ | ------ | ------ | ------ | ------ | ----------------------------- | ----------------------------- | ----------------------------- | ----------------------------- | ----------------------------- | ----------------------------- | ----------------------------- | ----------------------------- | ----------------------------- | ----------------------------- | ----------------------------- |
| Algemeene Bond               | 18     | 7      | 7      | 18     | 0      |                               |                               |                               | 1                             | 3                             | 1                             |                               | 4                             |                               | 6                             | 3                             |
| Liberale Unie                | 13     | 2      | 4      | 15     | +2     | 3                             | 3                             | 2                             |                               |                               |                               | 7                             |                               |                               |                               |                               |
| Anti-Revolutionaire Partij   | 9      | 2      | 2      | 9      | 0      |                               |                               |                               | 1                             | 2                             | 1                             |                               | 4                             | 1                             |                               |                               |
| Christelijk-Historische Unie | 4      | 1      | 2      | 5      | +1     |                               |                               |                               | 1                             | 1                             |                               |                               | 2                             | 1                             |                               |                               |
| Bond van Vrije Liberalen     | 6      | 5      | 2      | 3      | −3     |                               | 1                             |                               |                               |                               |                               | 2                             |                               |                               |                               |                               |
| totaal                       | 50     | 17     | 17     | 50     | 0      | 3                             | 4                             | 2                             | 3                             | 6                             | 2                             | 9                             | 10                            | 2                             | 6                             | 3                             |

## Gekozenen
Bij deze verkiezingen waren zeventien leden aftredend, van wie twaalf herkozen werden. De stemmingen voor de overige vacatures hadden de volgende resultaten: 
- Door Provinciale Staten van Friesland werd Cornelis Lely (Liberale Unie) gekozen in de vacature ontstaan door het periodiek aftreden van Petrus van Beyma (Bond van Vrije Liberalen). [6]
- Door Provinciale Staten van Overijssel werd Rudolph van Pallandt van Eerde (Christelijk-Historische Unie) gekozen die de aftredende afgevaardigde Dirk Stork (Bond van Vrije Liberalen) versloeg met 24 tegen 16 stemmen.
- Door Provinciale Staten van Noord-Holland werd Klaas de Boer (Liberale Unie) gekozen in de vacature ontstaan door het aftreden van Eduard Rahusen (Bond van Vrije Liberalen) die had aangegeven niet herkiesbaar te zijn.
- Door Provinciale Staten van Zuid-Holland werd Emile van der Kun (Algemeene Bond) gekozen in de vacature ontstaan door het aftreden van Pieter von Fisenne  die had aangegeven niet herkiesbaar te zijn.
- Door Provinciale Staten van Zuid-Holland werd Johannes Christiaan de Marez Oyens (Anti-Revolutionaire Partij) gekozen in de vacature ontstaan door het periodiek aftreden van Carel van Heeckeren van Kell. [7]

De zittingsperiode van de Eerste Kamer ging in op 21 september 1910. De zittingstermijn van de gekozen Kamerleden bedroeg negen jaar.
*1850 · 1853 · 1856 · 1859 · 1862 · 1865 · 1868 · 1871 · 1874 · 1877 · 1880 · 1883 · *1884 · 1887 (I) · *1887 (II) · *1888 · 1890 · 1893 · 1896 · 1899 · 1902 · *1904 · 1907 · 1910 · 1913 · 1916 · *1917 · 1919 · *1922 · *1923 · 1926 · 1929 · 1932 · 1935 · *1937 · *1946 · *1948 · 1951 · *1952 · 1955 · *1956 (I) · *1956 (II) · 1960 · *1963 · 1966 · 1969 · *1971 · 1974 · 1977 · 1980 · *1981 · *1983 · *1986 · 1987 · 1991 · 1995 · 1999 · 2003 · 2007 · 2011 · 2015 · 2019 · 2023

* algemene verkiezingen in verband met vervroegde ontbinding van de Eerste Kamer

vanaf 1987 bedraagt de vaste zittingstermijn van de Eerste Kamer vier jaar